# Jijiang, Zhejiang
Jijiang (kinesiska: 稽江, 稽江镇) är en köping i Kina. Den ligger i provinsen Zhejiang, i den östra delen av landet, omkring 65 kilometer sydost om provinshuvudstaden Hangzhou.
Genomsnittlig årsnederbörd är 2 022 millimeter. Den regnigaste månaden är juni, med i genomsnitt 356 mm nederbörd, och den torraste är januari, med 72 mm nederbörd.